# Германия. Зимняя сказка
«Германия. Зимняя сказка» (нем. Deutschland. Ein Wintermährchen) — поэма Генриха Гейне, написанная в 1843—1844 годах и опубликованная в 1844 году. Считается вершиной политической поэзии Гейне накануне революционных событий 1848 года.
«Германия» была написана Гейне в связи с поездкой на родину в Германию в конце 1843 года, впервые после изгнания в 1830 году и дальнейшего 13-летнего отсутствия на родине. Поэма написана в виде путевых картин в стихах — жанре, широко распространённом в литературе эпохи романтизма. Каждая новая глава описывает новое место поездки поэта в Германию. Несмотря на то, что Гейне говорит о маршруте следования из Парижа в Гамбург, в поэме на самом деле описан преимущественно обратный маршрут возвращения поэта из Гамбурга в Париж: Ахен — Кёльн — Мюльхайм — Тевтобургский лес — Паденборн — Минден — Бюкенбург — Ганновер — Гамбург. Произведение имеет сатирическо-лирический характер. В нём обличены отрицательные черты немецкой действительности того времени. В описание путешествия вплетены мифы и легенды, стихи содержат разговорные интонации, по ритмическому рисунку поэма тяготеет к балладе. Подзаголовок «Зимняя сказка» — отсылка к одноимённой пьесе Шекспира.
Поездка Гейне в Германию началась в октябре 1843 года и продолжалась до января 1844 года. За это время поэт посетил Гамбург, где навестил своих родственников и проездом несколько немецких городов, которые описал затем в поэме. Гейне начал «Германию» ещё в поездке и продолжил работу в январе 1844 года по возвращении в Париж. Первый, черновой вариант поэмы был завершён 20 февраля 1844 года, в окончательном варианте произведение было готово 17 апреля 1844 года, затем в мае 1844 года рукопись была передана в гамбургское издательство «Hoffmann & Campe». Лето и осень 1844 года Гейне провёл в Гамбурге, где контролировал процесс публикации поэмы и вносил в неё поправки, стараясь оградить от цензурного вмешательства. Для обхода цензуры поэма была включена в подготовленный поэтом сборник «Новые стихотворения». Объём сборника превышал 20 печатных листов, и по закону такие крупные издания не подвергались цензуре.
«Германия» была издана в сентябре 1844 года гамбургским издательством «Hoffmann & Campe» небольшим тиражом. Одновременно с изданием в сборнике «Новые стихотворения» Гейне подготовил поэму для выпуска отдельной книгой, где она была опубликована с незначительными изменениями. При жизни Гейне в Германии больше не переиздавалась.
На русский язык первые переводы были выполнены ещё в XIX веке. На сегодняшний день выполнено около десятка профессиональных поэтических переводов поэмы на русский язык, среди которых наиболее тиражируемые и известные принадлежат Вильгельму Левику и Юрию Тынянову.

## Публикации на русском языке
- Германия. Зимняя сказка / Перевод П. И. Вейнберга // Полное собрание сочинений Генриха Гейне / Под редакцией и с биографическим очерком П. И. Вейнберга. — М. : Издание А. Ф. Маркса, 1904. — Т. 6. — С. 361—418. — 439 с. — (Приложение к журналу «Нива» за 1904 г.).
- Гейне Г. Германия. Зимняя сказка / Перевод и примечания Л. М. Пеньковского; статья Г. Лукача. — М. : Academia, 1934. — 214 с. — 5300 экз.
- Гейне Г. Германия. Зимняя сказка / Перевод Ю. Н. Тынянова; вступительная статья Ф. Шиллера. — Л.—М. : ГИХЛ, 1933. — 215 с.
- Гейне Г. Германия: Поэма / Перевод В. В. Левика. — М. : Гослитиздат, 1938. — 96 с.
- Германия (Зимняя сказка); Варианты и дополнения к «Германии» / Перевод В. В. Левика // Гейне Г. Собрание сочинений в десяти томах / Под общей редакцией Н. Я. Берковского, В. М. Жирмунского, Я. М. Металлова. — М. : ГИХЛ, 1957. — Т. 2 : Стихотворения. Поэмы / Редакция переводов и комментарии Н. Я. Берковского. — С. 265—336. — 408 с. — 85 000 экз.
- Гейне Г. Зимняя сказка: Поэма / Перевод А. Шер. — Ташкент : Ёш гвардия, 1984. — 80 с.